# Facettage
 (juillet 2024).
Si vous disposez d'ouvrages ou d'articles de référence ou si vous connaissez des sites web de qualité traitant du thème abordé ici, merci de compléter l'article en donnant les références utiles à sa vérifiabilité et en les liant à la section « Notes et références ».
En géométrie, le facettage est le procédé d'enlèvement de parties d'un polygone, d'un polyèdre ou d'un polytope, sans créer de nouveaux sommets.
Le facettage est la réciproque ou le procédé dual[Quoi ?] de la stellation. Pour chaque stellation d'un certain polytope convexe, il existe un facettage dual d'un polytope dual.

## Histoire
Le facettage n'a pas été étudié aussi intensément que la stellation.
En 1858, Joseph Bertrand obtient les polyèdres étoilés (les solides de Kepler-Poinsot) en facettant l'icosaèdre et le dodécaèdre réguliers et convexes.
En 1974, Bridge énumère les facettages les plus directs des polyèdres réguliers, incluant ceux du dodécaèdre.
En 2006, Inchbald décrit la théorie de base des diagrammes de facettage pour les polyèdres. Pour un certain sommet, le diagramme montre toutes les arêtes possibles et les facettes (nouvelles faces) qui peuvent être utilisées pour former les facettages de la coque originale. C'est le dual du diagramme de stellation du polyèdre dual qui montre toutes les arêtes possibles et les sommets pour une certaine face plane du noyau original.